# Circondario di Arezzo
Il circondario di Arezzo era l'unico circondario in cui era suddivisa l'omonima provincia.

## Storia
Il circondario di Arezzo venne istituito nel 1860.
Venne soppresso nel 1927 come tutti i circondari italiani.

## Suddivisione
Nel 1863, la composizione del circondario era la seguente:
- mandamento I di Anghiari
  - comune di Anghiari
- mandamento II di Arezzo (Città)
  - parte dei comuni di Capolona; Subbiano; Arezzo
- mandamento III di Arezzo (Campagna)
  - parte dei comuni di Capolona; Subbiano; Arezzo
- mandamento IV di Bibbiena
  - comuni di Bibbiena; Castelfocognano; Chitignano; Chiusi in Casentino; Talla
- mandamento V di Castiglion Fiorentino
  - comune di Castiglion Fiorentino
- mandamento VI di Cortona
  - comune di Cortona
- mandamento VII di Foiano della Chiana
  - comuni di Foiano della Chiana; Marciano
- mandamento VIII di San Giovanni Val d'Arno
  - comuni di Cavriglia; San Giovanni Val d'Arno
- mandamento IX di Lucignano
  - comune di Lucignano
- mandamento X di Monte San Savino
  - comuni di Civitella in Val di Chiana; Monte San Savino
- mandamento XI di Monterchi
  - comuni di Monterchi; Monte Santa Maria Tiberina
- mandamento XII di Montevarchi
  - comuni di Bucine; Castiglion Fibocchi; Castiglione Ubertini; Laterina; Montevarchi; Pergine
- mandamento XIII di Pieve Santo Stefano
  - comuni di Caprese; Pieve Santo Stefano
- mandamento XIV di Poppi
  - comuni di Castel San Nicolò; Montemignaio; Ortignano; Poppi; Raggiolo
- mandamento XV di Pratovecchio
  - comuni di Pratovecchio; Stia
- mandamento XVI di Sansepolcro
  - comune di Sansepolcro
- mandamento XVII di Sestino
  - comuni di Badia Tedalda; Sestino
- mandamento XVIII di Terranuova Bracciolini
  - comuni di Castelfranco di Sopra; Loro Ciufenna; Pian di Scò; Terranuova Bracciolini